# Sjilka (rivier)
De Sjilka (Russisch: Шилка) of Silka is een zijrivier van de Amoer die stroomt door de Oost-Siberisch-Russische kraj Transbaikal. 
De rivier ontstaat door de samenloop van de rivieren Onon en Ingoda en stroomt tussen het Sjilkinskigebergte en Amazarskigebergte in het noorden en het Borsjtsjovotsjnygebergte in het zuiden. 
De rivier stroomt bij de Russisch-Chinese grens en 65 kilometer ten westen van de Chinese stad Xilinji (bestuurlijk centrum van Mohe) samen met de Argoen en wordt vanaf daar de Amoer genoemd. De rivier is over haar hele lengte bevaarbaar.
Aan de rivier liggen de steden Sretensk, Nertsjinsk (aan de Nertsja), Tsjita (aan de Ingoda) en Sjilka (in de vallei van de Sjilka).